# Stefano Cavaliere
Stefano Cavaliere (Sant'Agata di Puglia, 14 novembre 1920 – Francavilla al Mare, 23 dicembre 2001) è stato un politico italiano.

## Biografia
Avvocato penalista, è stato parlamentare in sette legislature: sei alla Camera dei Deputati e una al Senato della Repubblica, le prime due nel Partito Nazionale Monarchico, le altre nella Democrazia Cristiana.
Fu anche componente del Consiglio d'Europa e dell'Assemblea dell'UEO, Presidente della Commissione Difesa e Armamenti dell'UEO, presidente del Comitato e del Patronato Acli di Foggia, presidente della Federazione Combattenti e Reduci di Foggia e componente della direzione generale della stessa associazione.
Fondava nel 1967 l'associazione “La famiglia dauna di Roma”, per rinsaldare i vincoli fra i dauni ovunque residenti e diffondere la conoscenza dei valori naturali, storici ed artistici della Daunia. Ne fu presidente per i primi dieci anni.
Morì nel dicembre 2001 all'età di 81 anni a causa di un incidente stradale avvenuto tra Pescara e Francavilla al Mare.